# Schütt 3 (Braunfels)

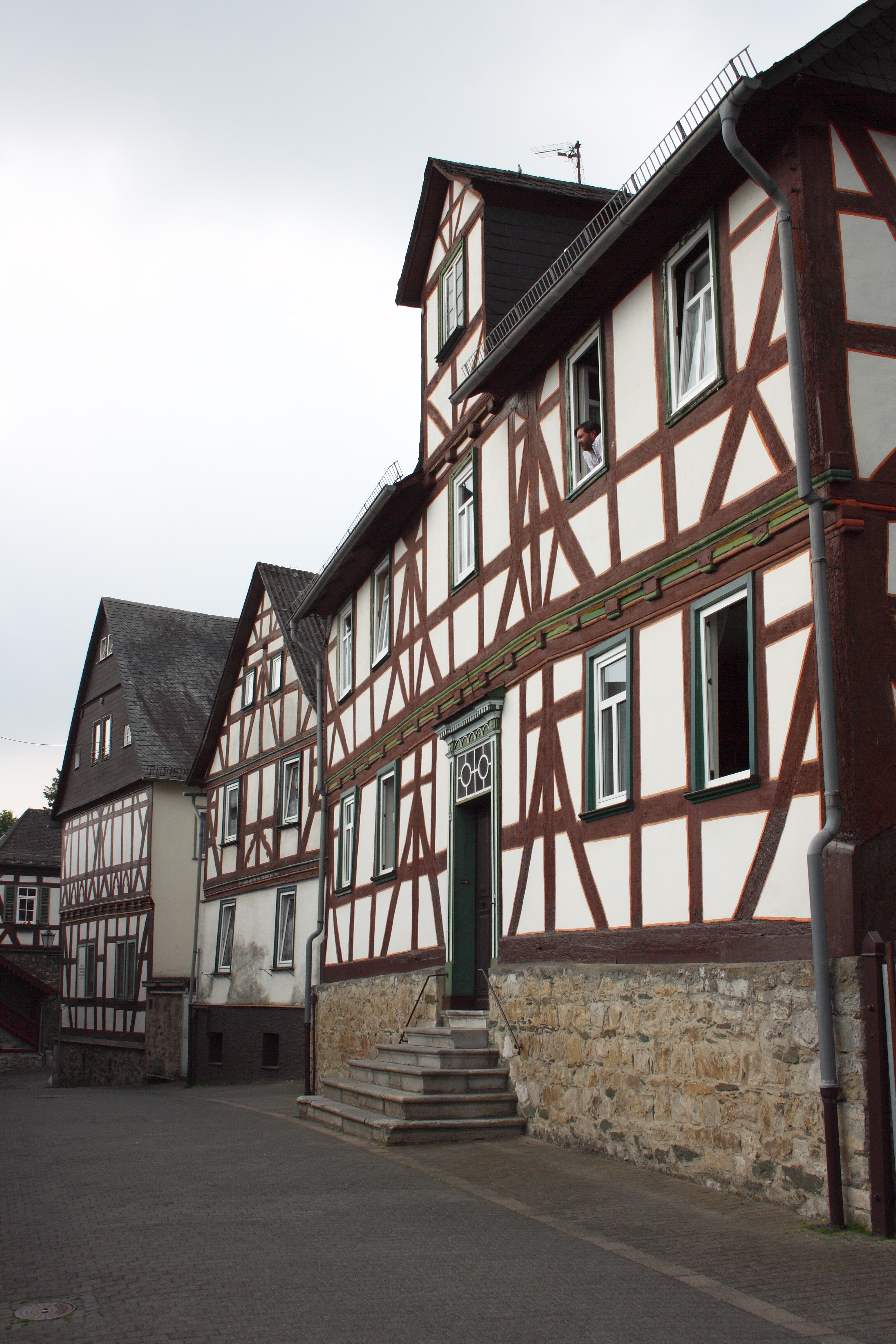
Schütt 3 in Braunfels

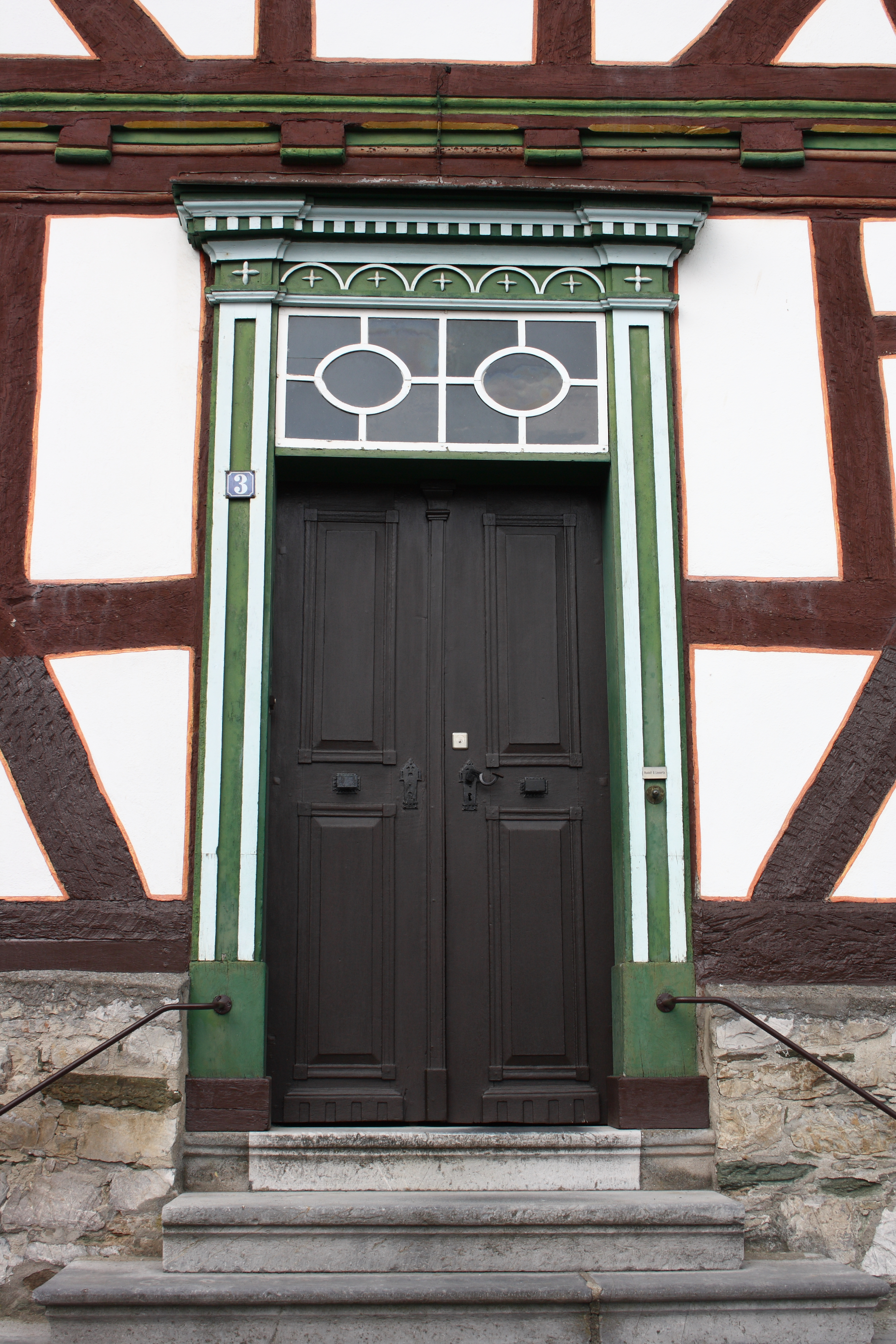
Klassizistische Tür

Das Gebäude Schütt 3 in Braunfels, einer Stadt im Lahn-Dill-Kreis in Hessen, wurde im 17. Jahrhundert errichtet. Das Fachwerkhaus ist ein geschütztes Baudenkmal.

## Beschreibung
Das traufständige Haus wurde nach dem Brand von 1679 gebaut. Es besitzt einen mittigen Eingang und ein Zwerchhaus. Seit etwa 1725 war es im Besitz der Familie Solms-Braunfels und diente 1890 bis 1899 als Kinderheim. 
Das Gebäude mit fünf Fensterachsen wird in seinem Fachwerkgefüge mit Mann-Figuren im Obergeschoss geschmückt. Die klassizistische Tür mit Rahmung und Oberlicht betont die Bedeutung des repräsentativen Gebäudes.